# Ветлугаев, Юрий Павлович
Ю́рий Па́влович Ветлуга́ев (род. 8 марта 1967) — советский и российский футболист, нападающий и полузащитник, тренер. Сыграл 485 матчей за «Уралец» (Нижний Тагил), является рекордсменом клуба по числу сыгранных матчей.

## Биография
Воспитанник нижнетагильского СК «Спутник». На взрослом уровне начал выступать в 1984 году в составе местного «Уральца» во второй лиге.
В 1988 году перешёл в ведущую команду Свердловской области — «Уралмаш», но в составе не закрепился, сыграв только 9 матчей. Также по одному сезону выступал за клубы «Гастелло» (Уфа), «Шинник» (Ярославль), «Зенит» (Челябинск).
В составе «Уральца» провёл 17 неполных сезонов, большей частью во втором дивизионе СССР и России. Два сезона (1992—1993) играл вместе с клубом в первой лиге, три сезона — в четвёртом по уровню дивизионе (вторая низшая лига СССР и третья лига России). Всего в составе клуба сыграл 485 матчей и забил 59 голов в первенствах СССР и России. Является рекордсменом «Уральца» по числу сыгранных матчей.
После окончания игровой карьеры работал тренером. Возглавлял «Уралец» в 2010-е годы в период его выступлений в любительских соревнованиях, затем работал президентом клуба.

## Личная жизнь
Сын Павел (род. 1987) тоже стал футболистом, сыграл 3 матча за «Уралец» во втором дивизионе и несколько лет играл за команду в любительском первенстве.